# 미카미 시오리
미카미 시오리(일본어: 三上 枝織 みかみ しおり[*], 1989년 1월 6일 ~ )은 아오모리 현 출신의 일본의 성우이다. 아오니 프로덕션에 속해 있다. 유루유리의 아카자 아카리 역으로 잘 알려져 있다.

## 배역

### TV 애니메이션
2009년
- 사키 (만화) (카도마츠 요코)

2011년
- 유루유리 (아카자 아카리)
- 세이크리드 세븐 (시로리)
- 디지몬 크로스워즈 (쵸코몬1)
- 캠퍼 (미시노 미스미)

2012년
- 익시온 사가 DT (에카르라트 공주)
- 샤이닝 하츠 행복의 빵 (에아리)
- 소드아트 온라인 (미나)
- 유루유리♪♪ - 아카자 아카리
- 기어와라! 냐루코양 (구타탄)
- BTOOOM!(미호)
- 빙과 (애니메이션) (칸다, 차일드/사야마)
- 산카레아 (시노 헬렌)

2013년
- 진격의 거인 1기 (크리스타 렌즈)
- 문제아들이 이세계에서 온다는 모양인데요? (리리)
- 타마코 마켓 (키시라기 유우코)

2014년
- 아마기 브릴리언트 파크 (코보리, 애쉬)
- 이나리 콩콩 사랑 첫걸음 (오오미야노메노카미)
- 위자드 배리스터즈 변마사 세실 (카에데)
- 걸 프렌드(베타) (모리조노 메이)
- 모두 모여라 팔콤학원 (아이샤)
- 모모큔 소드 (링고)

2015년
- 찾아보자! 부활동 스핀오프 푸루푸룬 샤름과 놀자 (아리스가와 린)
- 모두 모여라 팔콤학원 sc (아이샤)
- 진격! 거인 중학교 (크리스타 렌즈)

2017년
- 진격의 거인 2기 (크리스타 렌즈)

2018년
- 진격의 거인 3기 1쿨 (크리스타 렌즈)

2019년
- 진격의 거인 3기 2쿨 (크리스타 렌즈)

2020년
- 진격의 거인 파이널 1쿨 (크리스타 렌즈)

### OVA
2014년
- 유루유리 나츄야츄미 (아카자 아카리)

### 극장판
2018년
- 진격의 거인: 반격의 효시 (크리스타 렌즈)

2024년
- 진격의 거인 더 라스트 어택 (히스토리아)

### 게임
- 이스 7 (아이샤)
- 이스 vs 천공의 궤적 얼터너티브 사가 (아이샤)
- 테일즈 오브 더 월드 레디언트 아이솔로지 2 (영웅들 목소리)
- 진삼국 무쌍 7 (관은병)
- 걸 프렌드(베타) (모리조노 메이)
- 익시온 사가 (히로인 A)
- 갓이터2 (플레이어 목소리)